# Hydrellia wilburi
Hydrellia wilburi är en tvåvingeart som beskrevs av Cresson 1944. Hydrellia wilburi ingår i släktet Hydrellia och familjen vattenflugor. Inga underarter finns listade i Catalogue of Life.